# Three Letters from the Sun
Three Letters from the Sun è il quinto lavoro discografico prodotto da Fabius Constable & Celtic Harp Orchestra, pubblicato da Auditoria Records nel 2013 . Atto secondo delle lettere.

## Tracce
1. On Kas a Barh
2. The Elphin Knight
3. Endearing Young Charms
4. Tango Atlantico
5. The Bringer of Light
6. Requiem for a Mosquito
7. A Blazing Grace
8. On Sikilos
9. Una Noche en Granada
10. La Pioggia nel Pineto
11. Ulisse
12. Caronte
13. Ugolino
14. La Conquista delle regioni Aeree

## Musicisti
Fabius Constable : Celtic Harp, piano, cello, low whistle, Chinese Oboe, Harpa
Flaviano Cuffari : Drums and Percussions
Celtic Harps : Sabrina Noseda, Maria Assunta Romeo, Sofia Werk, Chiara Vincenzi, Erica Pagani, Pauline Fazzioli, Antonella Dapote, Danilo Marzorati, Teodora Cianferoni, Maria Silla Orlando, Daniela Morittu, Ludwig Conistabile, Luca Cascone, Marco Pagani, Ludovica Grisoni, Angela Ronchi, Davide Negretti, Maricla Pagani, Federica Maestri, Anna Ronchetti, Francesca Bazzurini, Manila Bonzi, Ivano Sistu.
Guitars and Mandolin : Francesco Romeo
Bass Guitars : Andrea Mor
Violins : Stefano Zeni, Filippo Pedretti, Milo Molteni
Flute: Federica Maestri
Singers: Donatella Bortone(lead), Sabrina Noseda, Ryoko Kashima
Bòdhran : Riccardo Tabbì
Koto : Mimi Michiya
Harmonica : M° Willi Burger